# 2629-es mellékút (Magyarország)
A 2629-es számú mellékút egy hét kilométeres hosszúságú, négy számjegyű mellékút Borsod-Abaúj-Zemplén vármegye legészakibb tájain, a Szalonnai-hegység északi részén.

## Nyomvonala
Komjáti lakott területének északi szélén ágazik ki a 27-es főútból, annak 46+950-es kilométerszelvényénél. Végighalad a település házai között, majd nem sokkal másfél kilométer előtt keresztezi a Bódva folyását, és Bódvalenke határát, utána rögtön kiágazik belőle a 26 118-as út. A 4+250-es kilométerszelvényénél éri el a település központját. Utolsó másfél kilométerén Hidvégardó területén halad, ott ér véget, a 2614-es útba torkollva, annak 4. kilométere közelében.
Teljes hossza, az országos közutak térképes nyilvántartását szolgáló kira.gov.hu adatbázisa szerint 6,956 kilométer.